# Родио (Салерно)
Родио је насеље у Италији у округу Салерно, региону Кампанија.
Према процени из 2011. у насељу је живело 335 становника. Насеље се налази на надморској висини од 369 м.